# Notopleura pilosula
Notopleura pilosula är en måreväxtart som beskrevs av Charlotte M. Taylor. Notopleura pilosula ingår i släktet Notopleura och familjen måreväxter. Inga underarter finns listade i Catalogue of Life.